# Тюленєв Станіслав Олександрович
Станіслав Олександрович Тюленєв (нар. 2 січня 1973, Фрунзе, Киргизька РСР) — радянський, киргизький та український футболіст російського походження, виступав на позиції воротаря.

## Кар'єра гравця
Вихованець ДЮСШ (Бішкек). У 1991-1992 роках виступав у команді рідного міста «Алга», з якою в 1992 році став переможцем першого незалежного чемпіонату Киргизстану. У 1993 перейшов в український клуб другої ліги «Дніпро» (Черкаси). З черкаською командою став переможцем першості України (друга ліга) і завоював право виступати в першій лізі. За три неповних сезони в Черкасах Тюленєв не зміг отримати місце основного воротаря, зіграв всього в 23-х матчах. З 1994 року грав у командах «Десна» (Чернігів), «Колос» (Краснодар), «Миколаїв», але не в жодній з цих команд також не став основним воротарем. У 1998 році повернувся в «Черкаси», де й завершив кар'єру.

## Кар'єра в збірній
У складі збірної Киргизстану провів 1 товариський матч. 26 вересня 1992 року зіграв 90 хвилин у Бішкеку проти збірної Казахстану (1:1).

## Досягнення
«Алга» (Бішкек)
- Топ-Ліга
  -  Чемпіон (1): 1992

«Дніпро» (Черкаси)
- Друга ліга чемпіонату України
  -  Чемпіон (1): 1992/93